# Basilique Saint-Pierre-et-Saint-Paul de Prague
Pour les articles homonymes, voir Église Saint-Pierre-et-Saint-Paul.
La basilique Saint-Pierre et Saint-Paul est une église néo-gothique de la forteresse de Vyšehrad à Prague, en République tchèque.
Fondée en 1070-1080 par le roi tchèque Vratislav II, la basilique romane a subi un incendie en 1249 et a été reconstruite en gothique puis en style néo-gothique. La basilique présente une impressionnante mosaïque de pierre au-dessus de son entrée, et ses tours jumelles de 58 m peuvent être vues au sommet d'une colline au sud depuis le long de la rivière Vltava dans le centre de Prague.
Derrière l'église se trouve un grand parc et le cimetière de Vyšehrad, le dernier lieu de repos de nombreux Tchèques célèbres, dont l'auteur Karel Čapek et le compositeur Antonín Dvořák. En 2003, l'église a été élevée au rang de basilique par le pape Jean-Paul II.

## Extérieur
Le bâtiment actuel lui-même est une basilique néo-gothique. Elle a été construite entre 1887 et 1903.

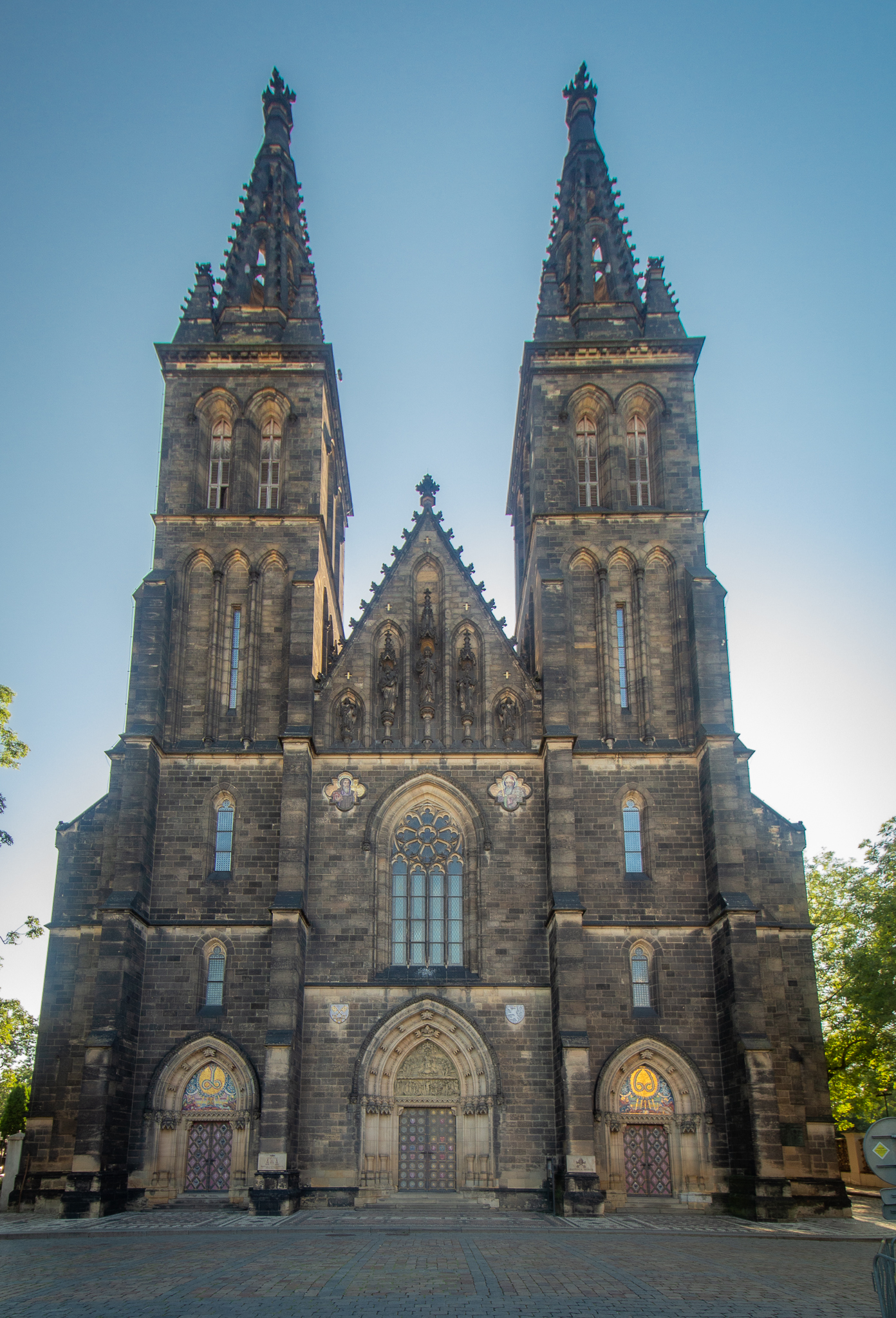
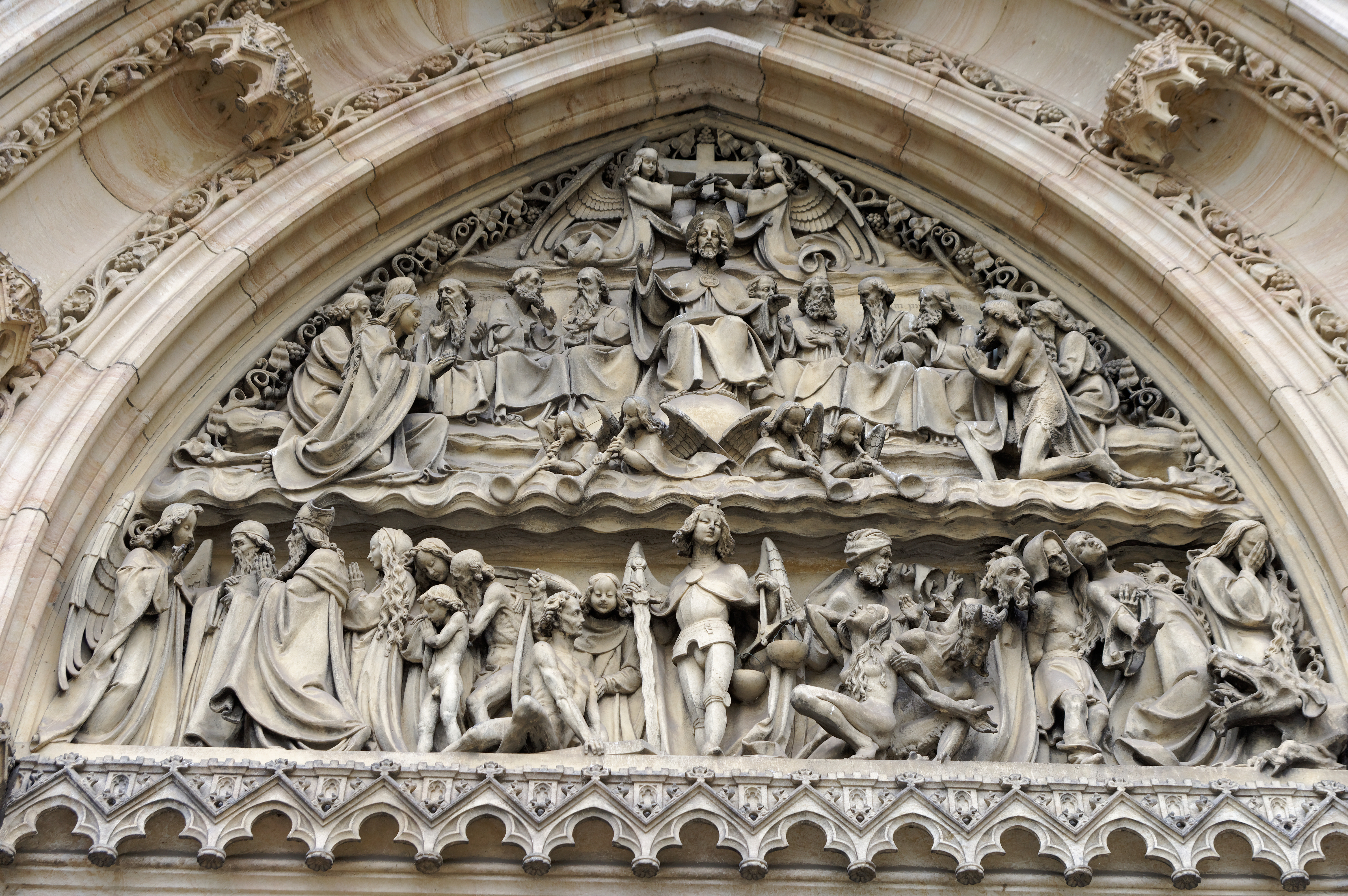
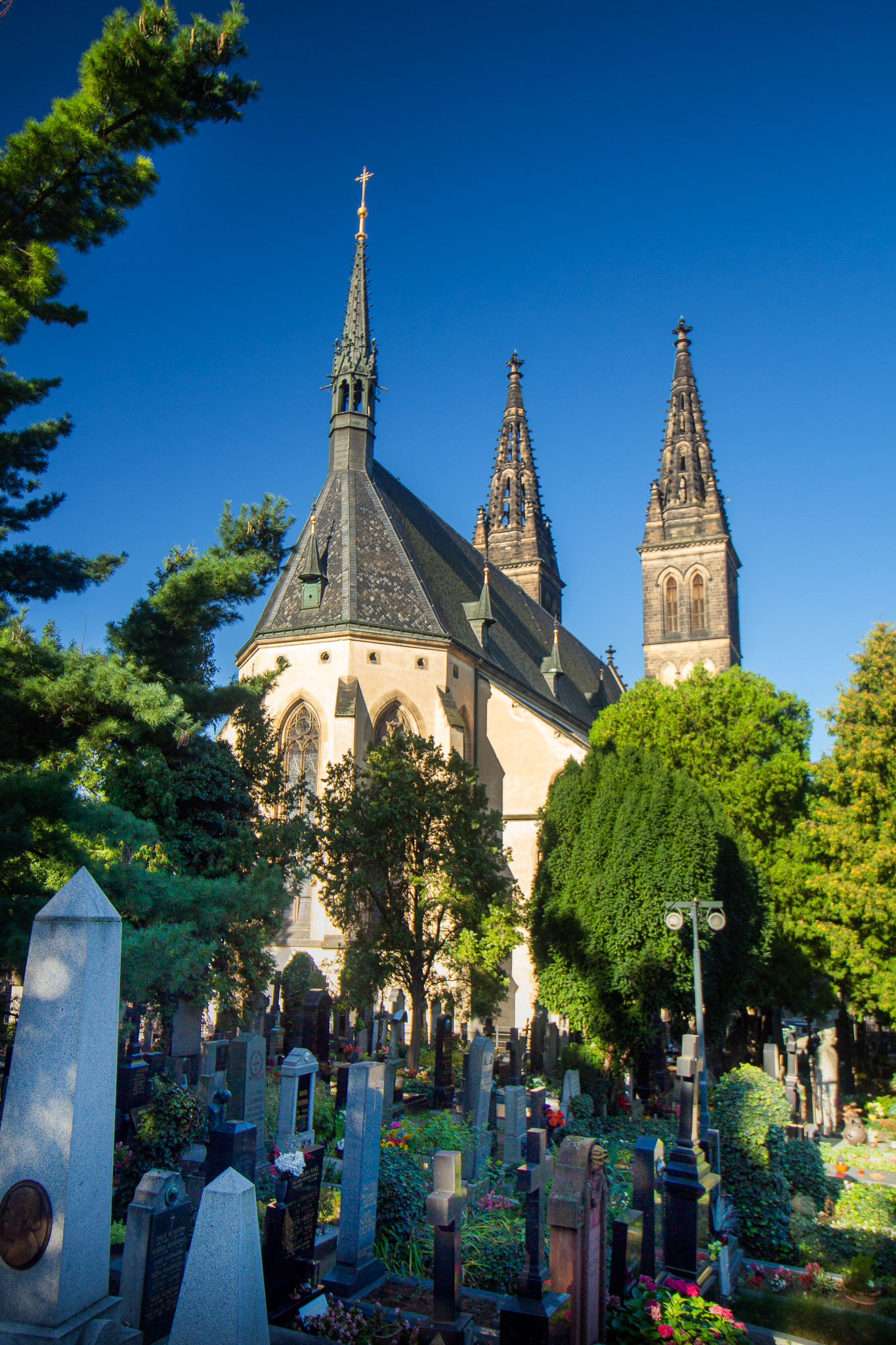

## Intérieur
L'histoire est l'élément thématique dominant du décor intérieur; l'histoire de l'art, le christianisme et les terres tchèques sont autant d'aspects de la décoration. En tant que pièce d'histoire de l'art, l'église est une sorte d'exposition d'œuvres gothiques, art nouveau et même baroques.

Fresques de la basilique des Saints Pierre et Paul.